# Kevin Tancharoen
Kevin Harwick Tancharoen (Kalifornia, Los Angeles, 1984. április 23.–) amerikai filmrendező, producer, forgatókönyvíró, táncos és koreográfus. 2011. szeptember 29-én a New Line Cinema/Warner Bros. bejelentette, hogy Tancharoen rendezi a Mortal Kombat nagyvásznas adaptációját, miután ő készítette a Mortal Kombat: Legacy című websorozatot, bár 2013-ban kiszállt a projektből. 

## Élete és pályafutása
Tancharoen a kaliforniai Los Angelesben született. Ő az író és producer Maurissa Tancharoen testvére (Jed Whedon sógora) és Tommy Tancharoen fia.
A közismert Madonna koreográfusa, Britney Spears "The Onyx Hotel Tour" című turnéjának rendezője és az MTV-n futó DanceLife társalkotója.
Játékfilmes rendezőként 2009-ben debütált az 1980-as Hírnév című film remakejével. 2010-ben Tancharoen rendezte a Mortal Kombat: Rebirth című rövidfilmet, amely egy új Mortal Kombat-filmről alkotott elképzelése koncepciójának bizonyítékaként szolgált. Ezután ő rendezte és készítette a Mortal Kombat: Legacy websorozatot.
2011-ben Tancharoen rendezte a Glee: Koncertfilm című 3D-s koncertfilmet, amely a zenés tévésorozaton alapuló Glee Live! In Concert! című filmjének turnéjáról szól. 2011. szeptember 29-én a New Line Cinema/Warner Bros. bejelentette, hogy Kevin Tancharoen leszerződött a Mortal Kombat új nagyjátékfilmes adaptációjának rendezésére, de 2013 októberében visszalépett a projekttől. Egy interjúban Tancharoen a Nerd Reactornak elmondta, hogy továbbra is tervezi a Mortal Kombat: Legacy 3. évadának rendezését.

## Filmográfia
Film
- Hírnév (2009)
- Mortal Kombat: Rebirth (2010; forgatókönyvíró, producer és szerkesztő)
- Glee: Koncertfilm (2011)
- Arcana (2011)

Televízió
- Britney Spears Live from Miami (2004)
- The JammX Kids (2004)
- Twentyfourseven (2006)
- DanceLife (2006; 8 epizód, társvezető producer is)
- Pussycat Dolls Present: The Search for the Next Doll (2007)
- Mortal Kombat: Legacy (2011–2013; társfejlesztő)
- Sequestered (2014; 8 epizód, társproducer is)
- A S.H.I.E.L.D. ügynökei (2014–2020; 16 epizód)
- Flash - A Villám (2015–2018; 3 epizód)
- Supergirl (2015; 1 epizód)
- 12 majom (2016; 1 epizód)
- A zöld íjász (2016–2018; 3 epizód)
- A holnap legendái (2016–2017; 2 epizód)
- Midnight, Texas (2017; 1 epizód)
- A szökés (2017; 2 epizód)
- Vasököl (2017; 1 epizód)
- Kegyetlen csillogás (2017–2018; 2 epizód)
- Embertelenek (2017; 1 epizód)
- Deception (2018; 1 epizód)
- Harcos (2019)
- Titánok (2019; 1 epizód)
- A Million Little Things (2019; 1 epizód)
- Mondj egy mesét (2020; 1 epizód)
- Helstrom (2020; 1 epizód)
- Boba Fett könyve (2022; 1 epizód)

Egyéb
- Utcai tánc (2004, színész) mint táncos
- Strange Fruit (2008; szerkesztő és zeneszerző)
- Mortal Kombat: Rebirth (2010; producer)
- Mobbed (2011; tanácsadó producer)

## Fordítás
- Ez a szócikk részben vagy egészben  a   Kevin Tancharoen című angol Wikipédia-szócikk fordításán alapul.  Az eredeti cikk szerkesztőit annak laptörténete sorolja fel. Ez a jelzés csupán a megfogalmazás eredetét és a szerzői jogokat jelzi, nem szolgál a cikkben szereplő információk forrásmegjelöléseként.